# Jackie Lewis
Jackie Lewis (1936. november 1. –) brit autóversenyző.

## Pályafutása
1961-ben 1962-ben összesen tíz világbajnoki Formula–1-es versenyen vett részt. Ebből kilenc alkalommal kvalifikálta magát a futamra, és egyszer, az 1961-es Olasz nagydíjon elért negyedik helyezésével volt pontszerző. Ebben az időszakban több, a világbajnokság keretein kívül rendezett Formula–1-es versenyen is indult.

## Eredményei

### Teljes Formula–1-es eredménylistája
(Táblázat értelmezése)

(Félkövér: pole-pozícióból indult; dőlt: leggyorsabb kört futott) 

| Év   | Csapat          | Modell     | Motor             | 1     | 2      | 3     | 4      | 5      | 6      | 7     | 8   | 9   | Helyezés | Pont |
| ---- | --------------- | ---------- | ----------------- | ----- | ------ | ----- | ------ | ------ | ------ | ----- | --- | --- | -------- | ---- |
| 1961 | H&L Motors      | Cooper T53 | Climax Straight-4 | MON   | NED    | BEL 9 | FRA Ki | GBR Ki | GER 9  | ITA 4 | USA |     | 13.      | 3    |
| 1962 | Ecurie Galloise | Cooper T53 | Climax Straight-4 | NED 8 |        | BEL   | FRA Ki | GBR 10 | GER Ki | ITA   | USA | RSA | -        | 0    |
| 1962 | Ecurie Galloise | BRM P48/57 | BRM V8            |       | MON Nk |       |        |        |        |       |     |     | -        | 0    |

### Le Mans-i 24 órás autóverseny
| Év   | Csapat         | Autó           | Csapattárs     | Helyezés |
| ---- | -------------- | -------------- | -------------- | -------- |
| 1963 | Sunbeam Talbot | Sunbeam Alpine | Keith Ballisat | Kiesett  |

## Külső hivatkozások
- Profilja a grandprix.com honlapon (angolul)
- Profilja a statsf1.com honlapon (angolul)